# Чистоводное (Приморский край)
Чистово́дное — село в Лазовском районе Приморского края. Входит в состав Беневского сельского поселения.

## География
Чистоводное расположено в 20 км на запад от середины автодороги, соединяющей село Лазо и Киевку.
Расстояние по автодороге до Лазо — 80 км, до Партизанска — 170 км, до Золотая Долина — 215 км, до Находки — 230 км (по дороге Р447 и затем по Р448).
От автодороги «трасса Р448 (Лазо — Преображение) — Чистоводное» на запад идёт дорога к селу Скалистое.
Климат
Климат умеренно муссонный с умеренно холодной зимой и тёплым летом.

## Население
| 2002 | 2005 | 2007 | 2008 | 2010 |
| ---- | ---- | ---- | ---- | ---- |
| 108  | ↗115 | ↗123 | ↘120 | ↘106 |

## Улицы
| - ул. Аэропортная, - ул. Молодёжная, - ул. Центральная. |

## Инфраструктура
В селе расположена знаменитая бальнеолечебница на 120 человек, где радоновыми источниками лечат заболевания периферийной нервной и сердечно-сосудистой систем, кожные болезни. В долине реки Чистоводная на участке длиной в 600 метров насчитывается семь выходов минеральных вод с температурой 20,4 ° С — 30,2 ° С. Между первым и вторым больничными корпусами расположены продовольственный магазин и база отдыха.

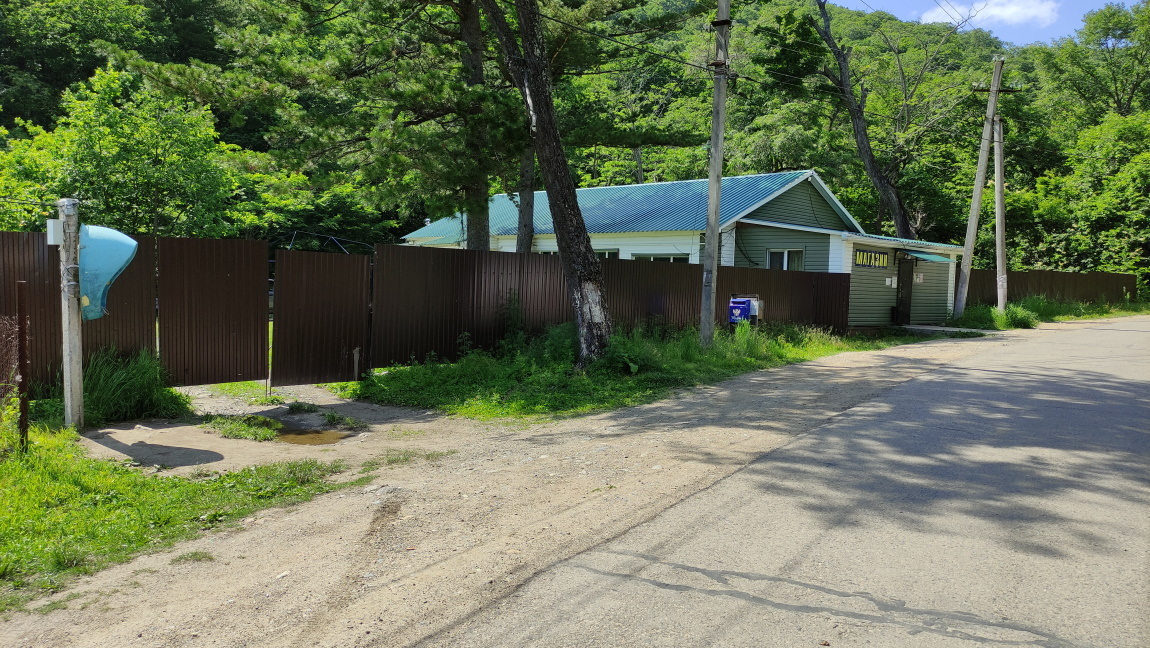
Магазин. Жильё, комнаты. Беседки, мангалы, баня.

## Туризм
Для туристов около села построена круглогодичная база отдыха на 100 человек. Из естественных опасностей следует отметить возможность укусов энцефалитных клещей, особенно весной и в начале лета.

## Достопримечательности
Рядом с селом находится природный объект «Парк Драконов», скальные останцы на вершинах сопок.

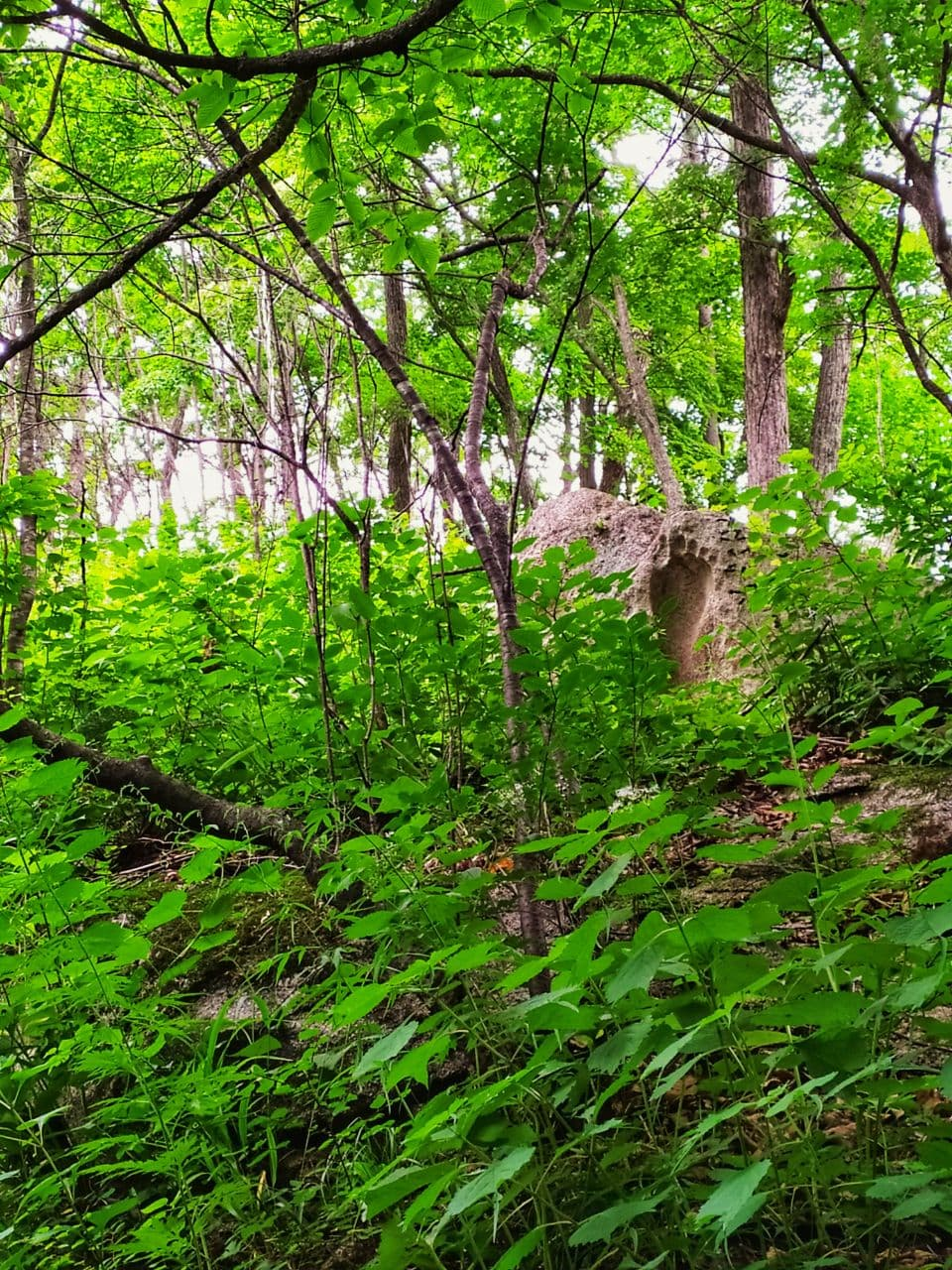
Отпечаток ноги гиганта
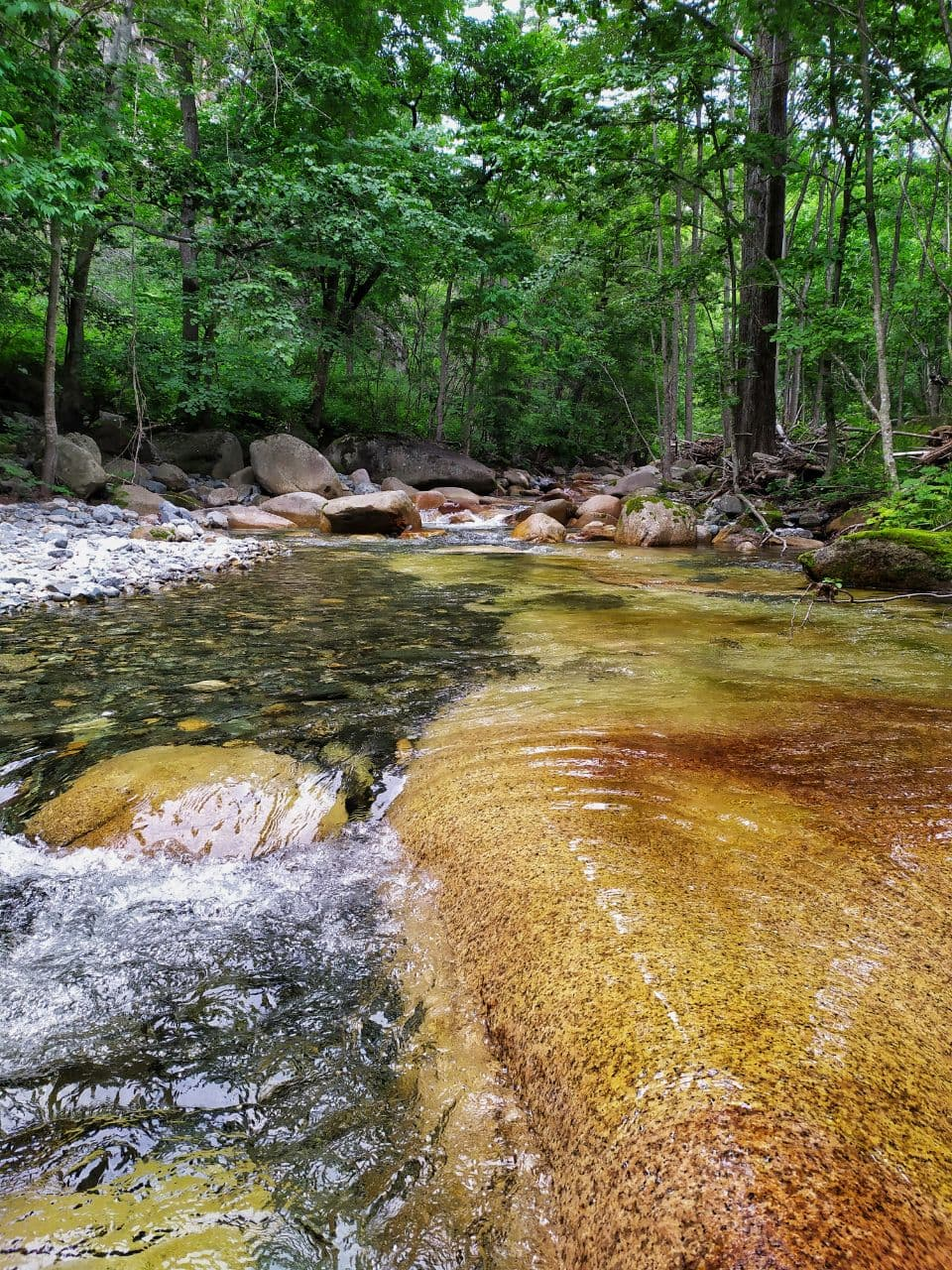
По дороге к радоновому источнику
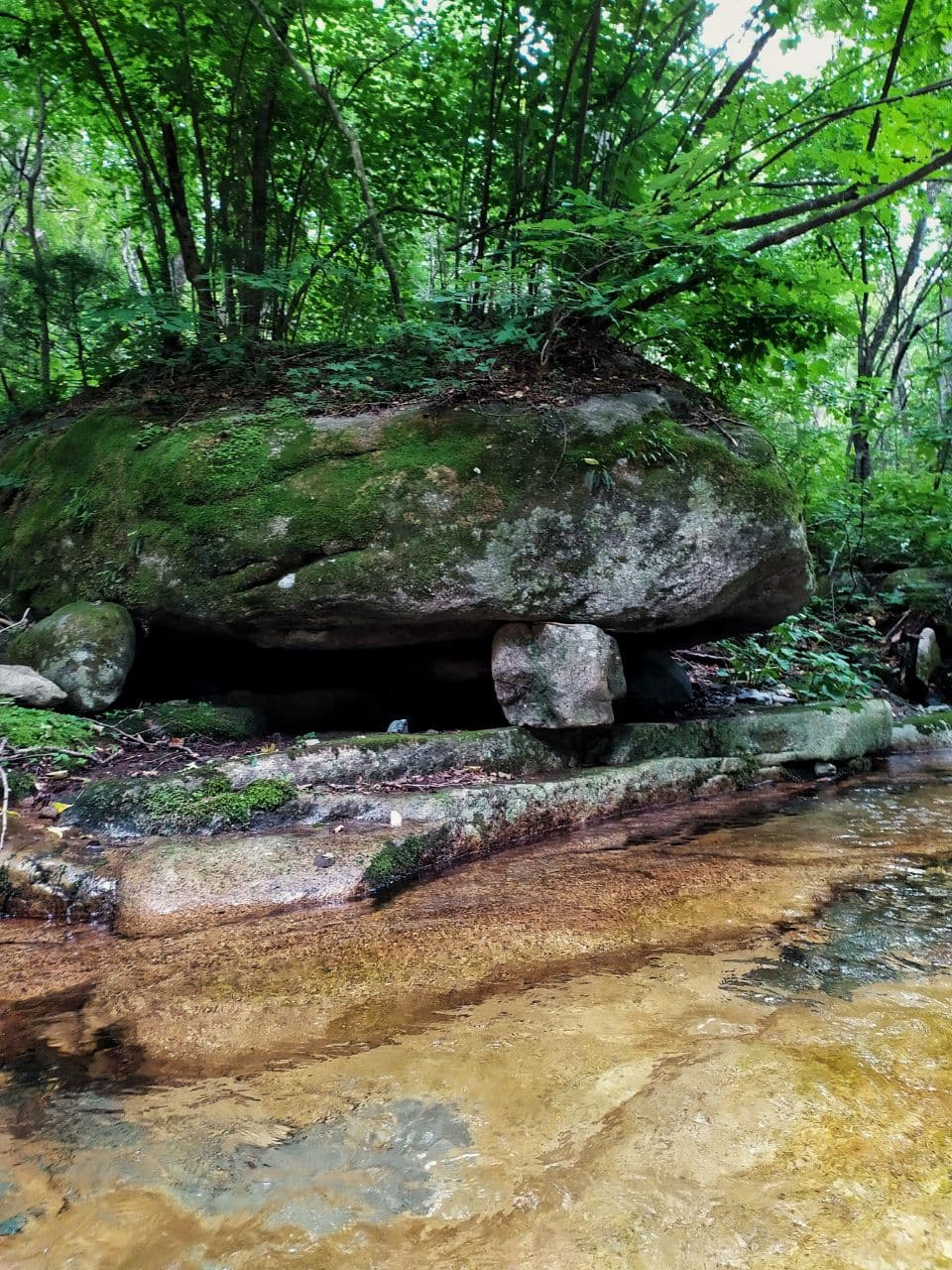
Река Чистоводная
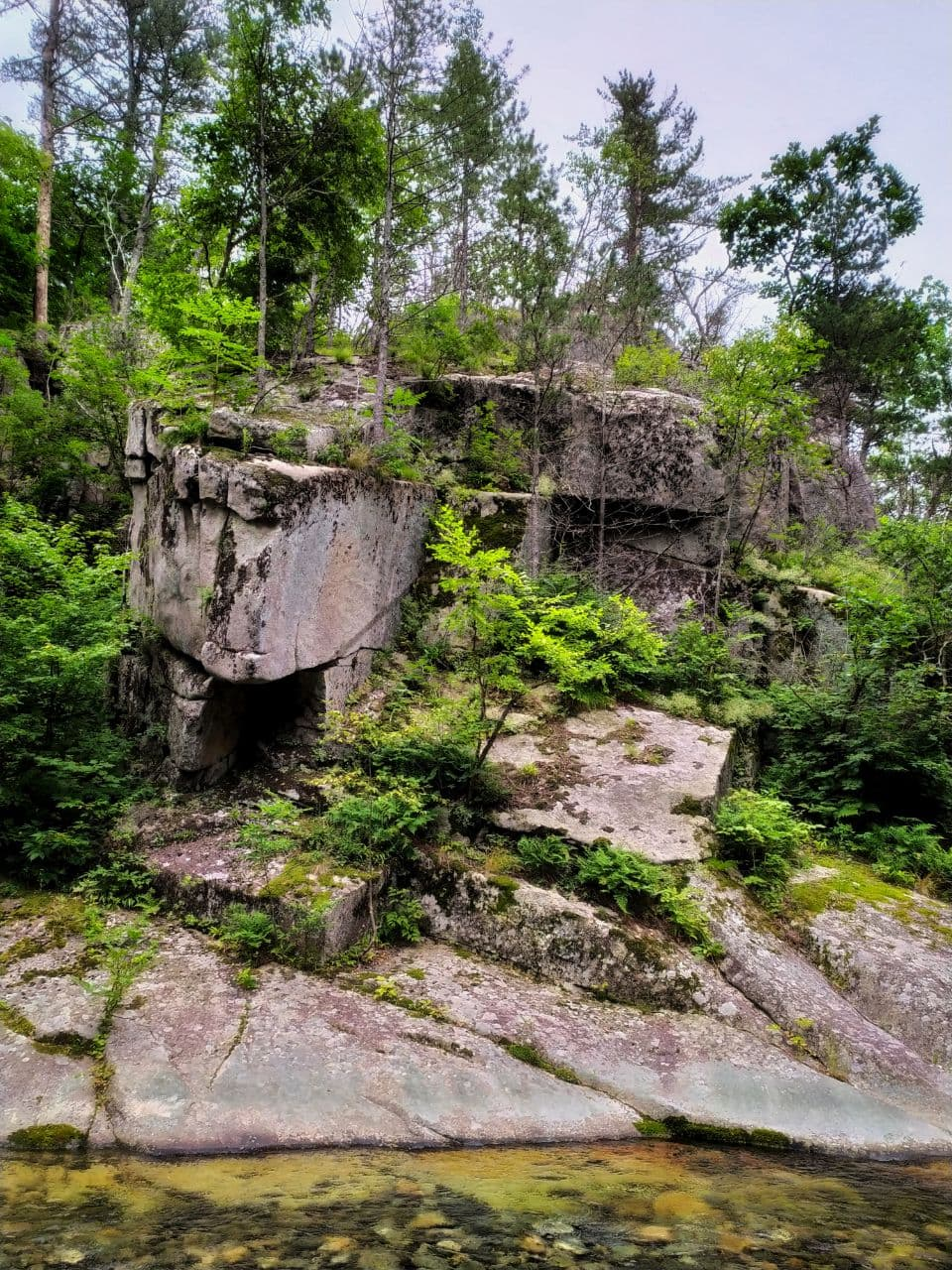
Скальные образования

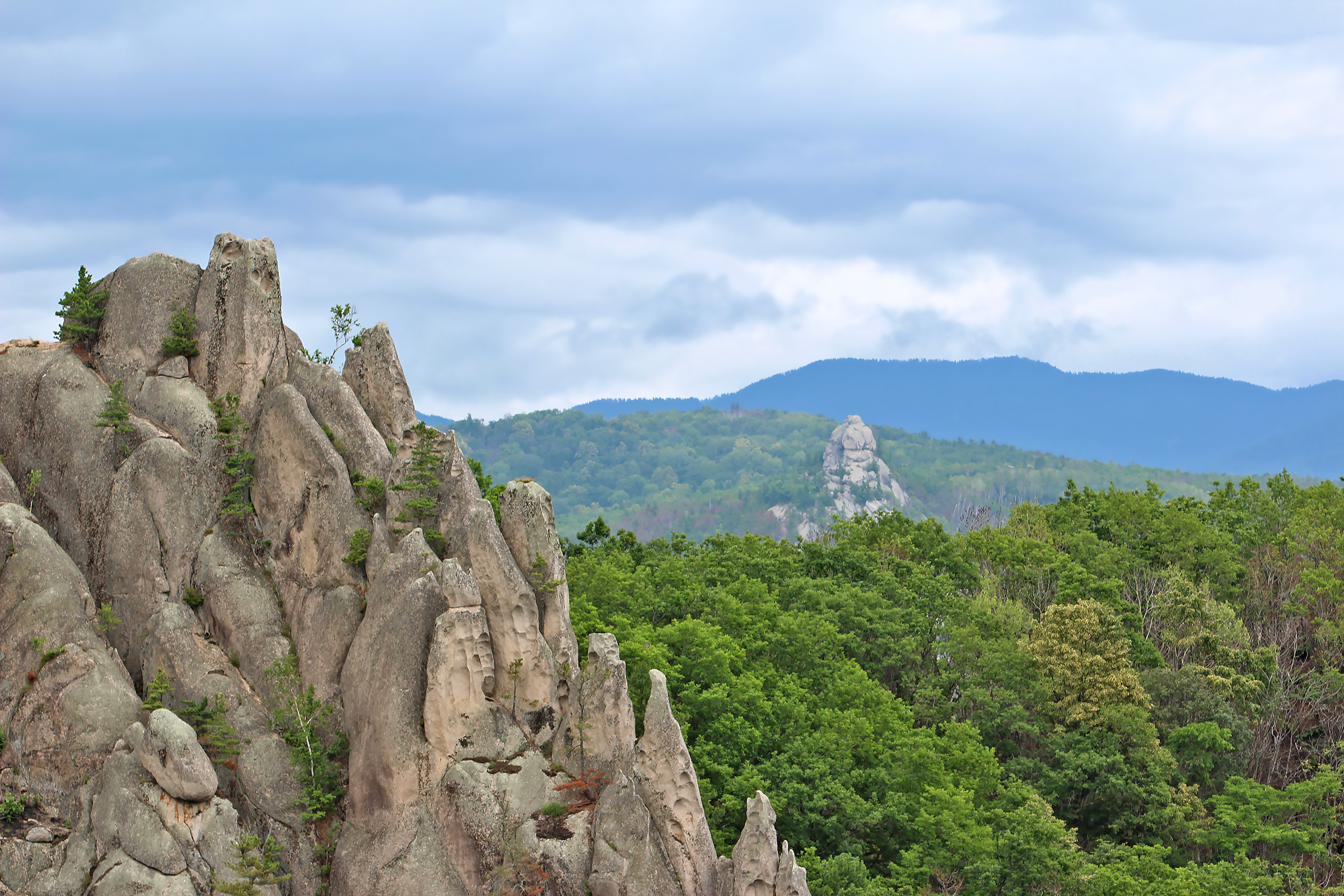
Парк Драконов
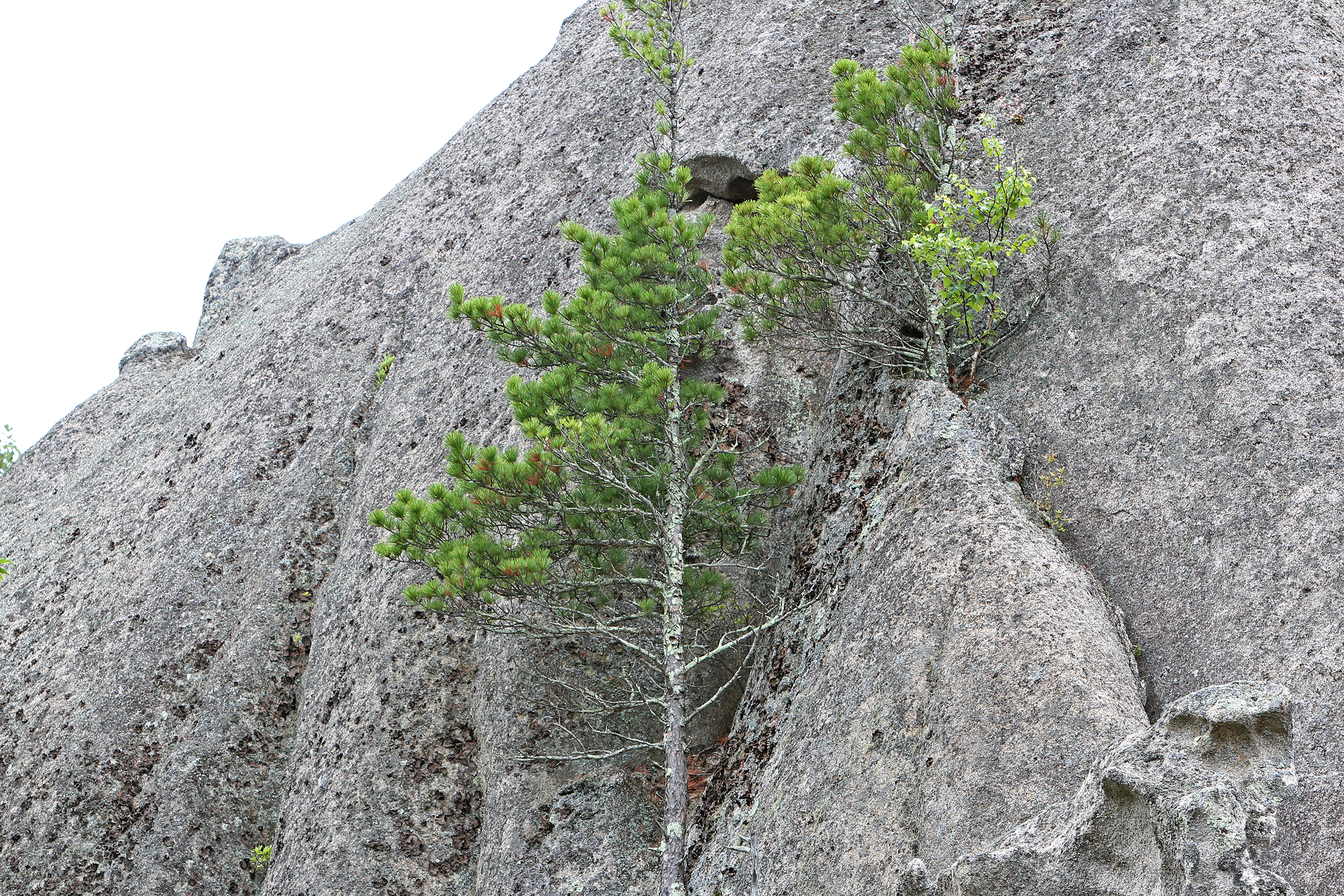
Парк Драконов
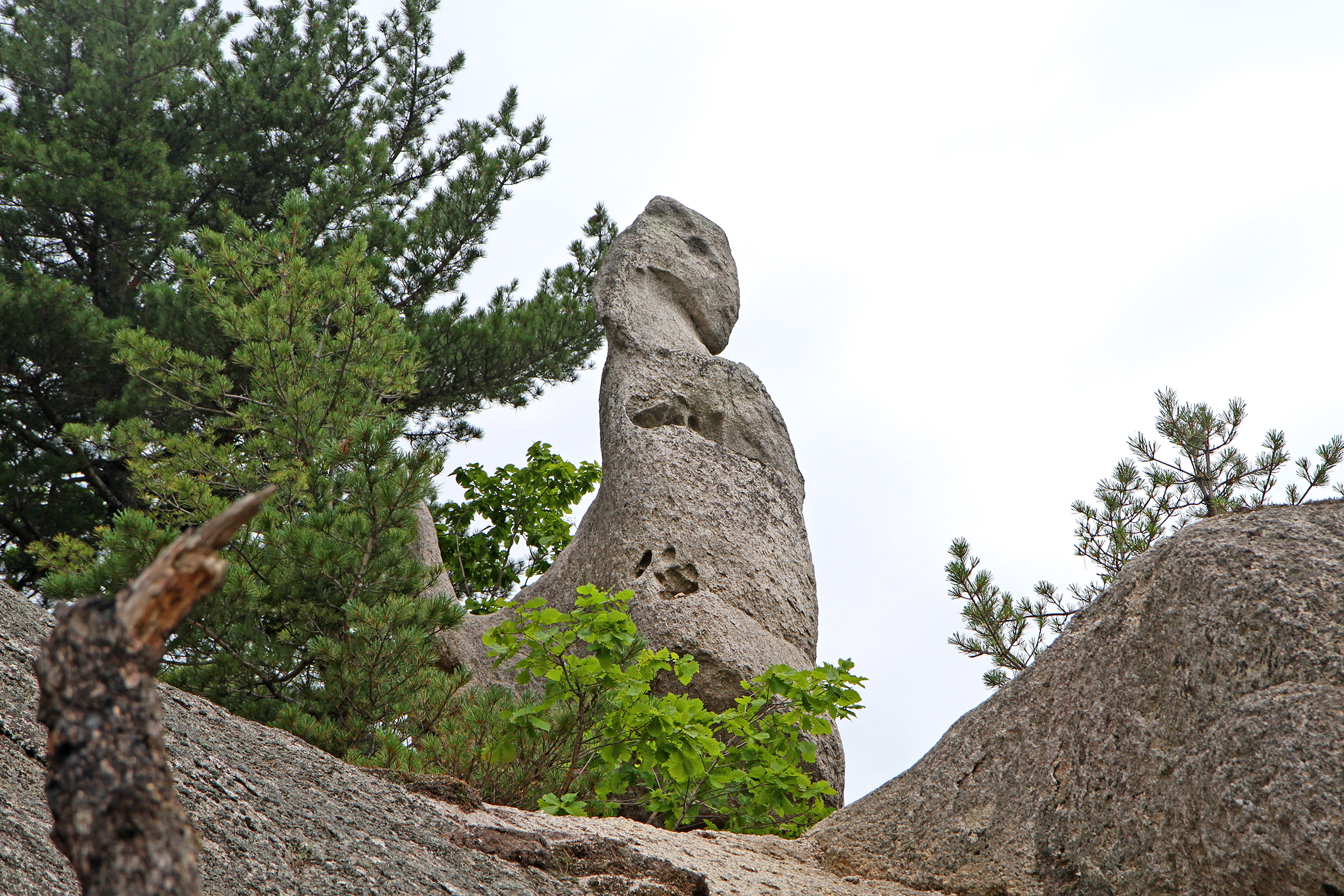
Парк Драконов